# ایان کالورهاوس
ایان کالورهاوس (انگلیسی: Ian Culverhouse؛ زادهٔ ۲۲ سپتامبر ۱۹۶۴) بازیکن فوتبال اهل بریتانیا است.
از باشگاه‌هایی که در آن بازی کرده‌است می‌توان به باشگاه فوتبال سوئیندون تاون، باشگاه فوتبال تاتنهام هاتسپر، باشگاه فوتبال نوریچ سیتی، باشگاه فوتبال کینگستونیان، و باشگاه فوتبال برایتون اند هوو آلبیون اشاره کرد.